# Tvangsarbejde
Tvangsarbejde er arbejde, der gennemtvinges uden arbejderens samtykke. Eksempler er slaveri og menneskehandel. Afhængigt af forholdene kan straffearbejde anses for tvangsarbejde.
Tvangsarbejde er forbudt både i nationale love i mange lande, og i henhold til internationale konventioner, som Den Europæiske Menneskerettighedskonvention og Konventionen om afskaffelse af tvangsarbejde. Nogle former for tvungen tjeneste, herunder militærtjeneste er imidlertid udtrykkeligt undtaget i disse konventioner, og tillader således tvangsaspektet.